# Cantabile
Cantabile (italienisch) ist eine musikalische Vortragsbezeichnung, mit der Bedeutung „singbar“ oder „liedhaft“.
Ursprünglich wies der Begriff in der Instrumentalmusik an, auf eine bestimmte Art der Phrasierung die menschliche Stimme nachzuahmen. Im 18. Jahrhundert bedeutete die Angabe (ähnlich cantando (singend)) ein angemessenes Tempo und flexibles Legatospiel. Zudem bezeichnet cantabile besonders in der Klaviermusik die Charakteristik einer Melodie in langsamem Tempo – oft Adagio – mit kleinen Intervallschritten, die gegenüber der Begleitung hervorgehoben wird.
In der Oper wird Cantabile als Substantiv verwendet, das die erste Hälfte einer Arie bezeichnet, gefolgt von der Cabaletta. Der erste Satz (Cantabile) ist langsamer und in der Form etwas freier als die strukturierte und im Allgemeinen etwas schnellere Cabaletta. Opernarien übten einen starken Einfluss auf das „singbare“ melodische Thema in der Musik der Romantik für Saiteninstrumente aus.